# 郁久閭車鹿会
郁久閭 車鹿会（漢音：いくきゅうりょ しゃろくかい、拼音：Yùjiŭlǘ Chēlùhuì、生没年不詳）は、柔然部の族長。木骨閭の子。初めて“柔然”と名乗る。

## 生涯
父の木骨閭が死去すると、子の車鹿会は勇敢で壮健なので、部衆が集まり、族名を“柔然”と号した。それまでは高車紇突隣部に依っていたが、鮮卑拓跋部の代国に帰属した。
車鹿会が部帥となると、毎年馬などの家畜や貂・豽の皮を代国に貢納した。遊牧民である柔然部は冬になると大漠（ゴビ砂漠）を渡って南に移り、夏になると漠北に帰って生活した。
車鹿会が死去すると、子の吐奴傀が立った。

## 参考資料
- 『魏書』（列伝第九十一 蠕蠕）
- 『北史』（列伝第八十六 蠕蠕）